# Oscar Coomans de Brachène (politicus)
Oscar Eugène Léon Norbert Marie Chislain Coomans de Brachène (Sint-Gillis, 7 maart 1885 - Aarschot, 21 oktober 1979) was een Belgisch advocaat, notaris en katholiek politicus voor de Katholieke Partij en diens opvolger het Katholiek Verbond.

## Levensloop
Zijn grootvaders waren Pierre Olivier Joseph Coomans en Eugène Stroobant. Zijn oudere broer was Raoul Coomans. Beiden bekwamen in 1931, voor hen en hun afstammelingen, hun naam te mogen wijzigen in Coomans de Brachène. In 1967 werd hij, samen met de zoon van zijn overleden broer en hun afstammelingen, in de Belgische erfelijke adel opgenomen. Coomans behaalde het diploma van doctor in de rechten en licentiaat in het notariaat aan de Katholieke Universiteit Leuven. Hij huwde in 1913 met de dochter van Brabants provincieraadslid Gustave Fontaine en Alida Tielemans, aandeelhoudster van Brouwerij Tielemans. Coomans werd advocaat aan de balie van Leuven en volgde later zijn schoonvader op als notaris te Aarschot. Het echtpaar kreeg vijf dochters en drie zoons. 
Ook was hij politiek actief. Bij de verkiezingen in Aarschot ging het overwegend om een tweestrijd tussen de Katholieke en de Liberale Partij. Voor eerstgenoemde werd Coomans in 1919 burgemeester. Hij volgde in die hoedanigheid zijn schoonbroer Joseph Tielemans op, die tijdens de Eerste Wereldoorlog (1914) was geëxecuteerd omwille van de moord op een Duits kolonel. Coomans oefende de functie uit tot 1922, toen hij omwille van gezondheidsredenen ontslag nam. Hij werd opgevolgd door de liberaal Leopold Goossens, in de hoedanigheid van dienstdoend burgemeester. In 1927 werd Coomans opnieuw burgemeester en bleef dit tot bij het uitbreken van de Tweede Wereldoorlog. Hierop werd de socialist Alfons Zoutberg aangesteld als dienstdoend burgemeester. Toen deze omwille van de ouderdomsverordening (Überalterungsverordnung) in 1941 moest terugtreden, werd VNV-er August Ver Elst oorlogsburgemeester. Na de bevrijding nam Coomans de burgemeesterssjerp weer over, tot aan de eerste gemeenteraadsverkiezingen. Hij werd vervolgens opgevolgd door zijn zoon Albert. Daarnaast was hij lid van de Brabantse provincieraad. ook was hij plaatsvervanger op de kieslijst voor de senaatsverkiezingen.